# Artykuły głuchowskie
Artykuły głuchowskie – umowa zawarta 16 marca 1669 w Głuchowie pomiędzy hetmanem Ukrainy Lewobrzeżnej Demianem Mnohohrisznym, a przedstawicielami cara Rosji Aleksego I Romanowa.
Wzmocnienie siły Hetmanatu, polityka hetmana Prawobrzeżnej Ukrainy Petra Doroszenki i pozycja hetmana Mnohohrisznego spowodowały wycofanie się Rosjan z artykułów moskiewskich z 1665 i zgodę na podpisanie nowego porozumienia.
Artykuły głuchowskie składały się z 27 punktów, między innymi pozostawiały moskiewskich przedstawicieli tylko w 5 miastach (Kijów, Perejasław, Czernihów, Niżyn, Oster), a i tam nie mieli oni prawa wtrącać się w wewnętrzne sprawy Hetmanatu. Rejestr zwiększono do 30 tysięcy Kozaków, oprócz tego hetman miał prawo utrzymywać tysiąc żołnierzy najemnych. Podatki miała zbierać starszyzna kozacka.
Jednocześnie hetman zobowiązał się nie nawiązywać kontaktów dyplomatycznych z innymi krajami. Obiecywał również ograniczyć przechodzenie chłopstwa do stanu kozackiego.